# Marvelous
Marvelous, Inc. (株式会社マーベラス Kabushiki-gaisha Māberasu) ist ein japanischer Entwickler und Publisher von Computerspielen und Animeproduktionen. Das Unternehmen entstand 2011 aus der Fusion der Unternehmen Marvelous Entertainment, AQ Interactive und Liveware zu Marvelous AQL. Zu den bekanntesten Marken gehört u. a. die Landwirtschaftssimulation Bokujō Monogatari, die im westlichen Markt ursprünglich als Harvest Moon, später als Story of Seasons veröffentlicht wurde.

## Geschichte

### Marvelous Entertainment
Marvelous Entertainment wurde 1997 gegründet. 2003 übernahm Marvelous den japanischen Entwickler Victor Interactive Software mit seiner bekanntesten Marke Harvest Moon (heute: Story of Season). 2004 gründete der Publisher zusammen mit Bergsala, einem nordeuropäischen Distributor für Nintendo-Spiele, unter dem Namen Rising Star Games ein Joint Venture zur Veröffentlichung seiner Titel auf dem europäischen Markt. 2008 ging Marvelous außerdem eine Kooperation mit Xseed Games zur Veröffentlichung seiner Titel auf dem amerikanischen Markt ein. 2010 geriet das Unternehmen finanziell ins Straucheln. Originär entwickelte Titel wie Little King’s Story, Deadly Premonition und No More Heroes erreichten nicht die erwarteten Verkaufszahlen. Daher wurden in einem Schritt zur finanziellen Umstrukturierung die Arbeiten an neuen Marken eingestellt und der Fokus auf Fortsetzungen etablierter Marken und Web-Spiele gelegt. Da auch die Marktentwicklung in Europa hinter den Erwartungen zurückblieb, verkaufte Marvelous 2010 seinen Anteil an Rising Star Games an den japanischen Publisher Intergrowth.

### Fusion mit AQ und Liveware
Im Mai 2011 gaben die Unternehmen Marvelous Entertainment, AQ Interactive und die ehemalige Marvelous-Tochter Liveware ihre Fusion zum 1. Oktober 2011 bekannt. Formal gingen AQ und Liveware in Marvelous auf. 2012 gründete das Unternehmen eine europäische Niederlassung in Tunbridge Wells, Großbritannien. Im April 2013 übernahm Marvelous das Entwicklerstudio Entersphere, das den Vita-Launchtitel Army Corps of Hell entwickelt hatte. Nach eigenen Angaben wurde das Studio jedoch zwei Jahre später bereits wieder verkauft. Ebenfalls 2013 wurde der PlayStation-Erfinder Ken Kutaragi als externer Berater angeworben.
Im März 2014 wurde der Unternehmensname auf Marvelous verkürzt. Die Marvelous-Tochter Xseed Games gab im Mai bekannt, künftig die Veröffentlichung der Reihe Bokujō Monogatari unter dem Titel Story of Seasons zu übernehmen. Da Marvelous’ langjähriger Lokalisierungspartner Natsume die Namensrechte am ursprünglichen westlichen Titel Harvest Moon hielt, wurde diese Namensänderung notwendig. Natsume beschloss wiederum, den Markennamen künftig für eine selbstentwickelte Produktreihe zu nutzen. Im März 2015 übernahm Marvelous den japanischen Mobile-Entwickler G-Mode und gelangte damit auch in den Besitz zahlreicher Markenrechte des ehemaligen Spieleentwicklers Data East, der 2004 von G-Mode übernommen wurde. Kenichiro Takaki, Produzent der Senran-Kagura-Reihe, gründete 2017 innerhalb des Konzerns das Entwicklungsstudio Honey∞Parade Games. Ein Jahr später gründete Yoshifumi Hashimoto, Produzent von Story of Seasons, das interne Entwicklerstudio Hakama. Im Mai 2020 beteiligte sich Tencent mit 20 % an Marvelous, größtenteils in Form neu ausgegebener Aktien. Der chinesische Internetkonzern zahlte für diesen Anteil rund 65 Millionen US-Dollar.

## Tochterunternehmen
- G-Mode – Entwicklungsstudio für Mobile Games
- Hakama Inc. – japanisches Entwicklungsstudio
- Honey∞Parade Games – japanisches Entwicklungsstudio
- Marvelous First Studio – internes Entwicklungsstudio
- Marvelous Europe – britische Vertriebsniederlassung
- Xseed Games – Marvelous’ Publishing-Tochter für den amerikanischen Markt, firmiert offiziell als Marvelous USA, Inc.

Ehemalige Tochterunternehmen
- Artland, Inc. (株式会社アートランド) – Animationsstudio, Produktionsstudio 2010 als Animation Studio Artland ausgegliedert und verkauft, Artland, Inc. selbst 2015 in den Konzern integriert
- Entersphere (株式会社エンタースフィア) – Entwicklungsstudio für Computerspiele, 2015 verkauft
- Linkthink Inc. (株式会社リンクシンク) – ehemalige AQ-Tochter, 2017 in den Konzern integriert

## Veröffentlichungen

### Computerspiele
- Bullet Witch (Windows)
- Daemon X Machina (Switch, Windows)
- Doraemon Story of Seasons (Switch, Windows)
- English Detective Mysteria (PSP)
- Eyes Attack (Mobile)
- Fate/Extella Link (PS4, Switch, Mobile)
- Fate/Extella: The Umbral Star (PSVita, PS4, Switch, Windows, Mobile)
- Fate/Extra (PSP)
- Fate/Extra CCC (PSP)
- Fortune Street (Wii)
- God Eater 3 (PS4, Switch, Windows)
- Half-Minute Hero: Super Mega Neo Climax Ultimate Boy (Windows)
- Half-Minute Hero: The Second Coming (PSVita, Windows)
- Harvest Moon: A New Beginning (3DS)
- Harvest Moon: Animal Parade (Wii)
- Harvest Moon: Tree of Tranquility (Wii)
- IA/VT Colorful (PSVita)
- Kandagawa Jet Girls (PS4)
- Little King’s Story (Wii, Windows)
- Logres of Swords and Sorcery (Browser)
- Lord of Magna: Maiden Heaven (3DS)
- Monster Hunter Stories (3DS)
- Muramasa: Rebirth (PSVita)
- Net High (PSVita)
- New Little King’s Story (PSVita)
- Nitroplus Blasterz: Heroines Infinite Duel (PS3, PS4)
- No More Heroes (Switch)
- No More Heroes 2: Desperate Struggle (Switch)
- Osomatsu-san NEET Island (Mobile)
- Peach Ball: Senran Kagura (Switch)
- Pokémon Battario (Arcade)
- Pokémon Tretta (Arcade)
- Pokémon Ga-Olé (Arcade)
- Pokémon Mezastar (Arcade)
- PoPoLoCrois Bokumonogatari (3DS)
- Puzzle Coaster (Mobile)
- RunBot (Mobile)
- Rune Factory Frontier (Wii)
- Rune Factory: Tides of Destiny (Wii, PS3)
- Rune Factory 4 (3DS, Switch)
- Rune Factory 5 (Switch)
- Senran Kagura (3DS)
- Senran Kagura 2: Deep Crimson (3DS)
- Senran Kagura: Bon Appétit! (PSVita)
- Senran Kagura Burst (3DS)
- Senran Kagura: Estival Versus (PSVita, PS4)
- Senran Kagura: Peach Beach Splash (PS4)
- Senran Kagura Reflexions (Switch)
- Senran Kagura Shinovi Versus (PSVita)
- Skullgirls (Windows)
- Soul Sacrifice bzw. Soul Sacrifice Delta (PSVita)
- Story of Seasons (3DS)
- Story of Seasons: Friends of Mineral Town (Switch)
- Story of Seasons: Pioneers of Olive Town (Switch)
- Story of Seasons: Trio of Towns (3DS)
- Super Monkey Ball Banana Splitz (PSVita)
- Tatakae! Dragon Quest Scan Battlers (Arcade)
- Travis Strikes Again: No More Heroes (PS4, Windows)
- Uppers (PSVita)
- Valhalla Knights (PSP)
- Valhalla Knights 2 (PSP)
- Valhalla Knights 3 bzw. Valhalla Knights 3 Gold (PSVita)
- Valhalla Knights: Eldar Saga (Wii)
- Valkyrie Drive: Bhikkhuni (PSVita, Win)
- Wacca (Arcade)

### Anime
- Aura: Maryūinkōga Saigo no Tatakai
- Cat God
- Gunslinger Girl
- Gunslinger Girl -Il Teatrino-
- Suite PreCure: Take it back! The Miraculous Melody that Connects Hearts!
- HHH Triple Ecchi
- Humanity Has Declined
- The Prince of Tennis II
- Princess Tutu
- Prism Ark
- Ring ni Kakero 1: Shadow
- Saint Beast: Kouin Jojishi Tenshi Tan
- Senran Kagura
- Senran Kagura: Shinovi Master -Tokyo Yōma-hen-
- Tokyo Majin
- Tokyo Majin Gakuen Kenpucho: Tou 2nd Act
- Tokyo Ghoul
- We Without Wings: Under the Innocent Sky
- Sengoku Night Blood
- Seven Deadly Sins